# Jukka Rangell

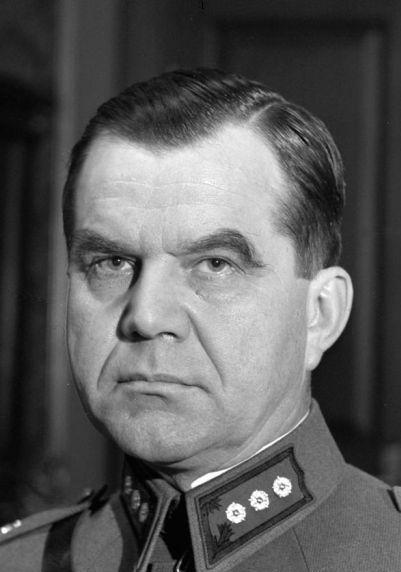
Jukka Rangell in 1941

Johan (Jukka) Wilhelm Rangell (Hauho, 25 oktober 1894 - Helsinki, 12 maart 1982) was een Fins politicus.
Opgeleid in de economie en de rechten was hij in eerste instantie als advocaat en later in de bankwereld werkzaam. Hij was lid van de Nationale Progressieve Partij.
Op 3 januari 1941 vormde hij een regering, waarin, naast de democratische partijen (ED, KOK, ML, SDP en SFP) ook de extreemrechtse IKL (Finse Patriottische Volksbeweging) zitting had. Rangell was premier gedurende het grootste deel van de Vervolgoorlog. In 1943 volgde Edwin Linkomies (KOK) hem op.
Na de Vervolgoorlog (1944) werd Rangell gearresteerd en tijdens het Oorlogsverantwoordelijkheidsproces veroordeeld tot 6 jaar gevangenisstraf.
Naast politicus was Rangell ook een bekende in de olympische wereld. Van 1938 tot 1969 was hij lid van het IOC (vanaf 1969 erelid) en van 1961 tot 1963 was hij voorzitter van het FOC (Finse Olympische Comité).